# Vicente Licínio Cardoso
Vicente Licínio Cardoso (Rio de Janeiro, 1889 — Rio de Janeiro, 1931)  foi um engenheiro civil e escritor brasileiro. 

## Biografia
Filho de Licínio Atanásio Cardoso. Escreveu diversos livros sobre filosofia, arte e arquitetura. Por influência paterna, era ligado filosoficamente ao Positivismo de Auguste Comte.
Formado pela Escola Politécnica do Rio de Janeiro como engenheiro civil em 1916 e como engenheiro geógrafo em 1912. Graças ao seu desempenho o Clube de Engenharia lhe ofereceu uma bolsa para uma viagem ao exterior, seu destino foi o II Congresso Científico Pan-americano, nos Estados Unidos da América.
Em 1916 ocupou por seis meses a prefeitura da cidade de São Gonçalo, estado do Rio de Janeiro.
Sua vida profissional não foi, contudo, promissora. Decepcionado veio a abandonar a engenharia anos mais tarde. Sua atuação na área da Educação o tornou conhecido na década de 1920, momento em que foi presidente da Associação Brasileira de Educação (ABE). Veio, em 1927, a ocupar a cadeira de 'arquitetura civil-higiene dos edifícios-saneamento das cidades' na Escola Politécnica do Rio de Janeiro.
Ainda jovem, foi um dos fundadores do Botafogo Football Club em 12 de agosto de 1904, que viria mais tarde a se fundir com o com o Club de Regatas Botafogo, formando o atual Botafogo de Futebol e Regatas.
As viagens ocuparam importante papel em sua vida. Em plena Primeira Guerra Mundial conheceu os Estados Unidos da América e, posteriormente, a Alemanha. Em 1921 realizou uma longa expedição pelo Rio São Francisco, onde teria contraído o mal de Chagas.
Ficou famoso por ter sido o primeiro brasileiro a fazer a viagem inaugural do dirigível LZ 127 Graf Zeppelin, da Europa para o Brasil, tendo aterrissado em Recife no dia 22 de maio de 1930.
Sofria de um quadro de depressão que o afetava desde algum tempo. Vicente Licínio suicidou-se com um tiro no peito no Hotel Payssandu, no bairro do Flamengo (bairro do Rio de Janeiro), na cidade do Rio de Janeiro, em 10 de junho de 1931, sete meses após ter feito uma primeira tentativa. 

## Obras literárias
- Pensamentos Brasileiros (1924)
- Philosophia da Arte
- À Margem da História do Brasil